# Abigail Thaw
Abigail J. Thaw (Londres, 1 de octubre de 1965) es una actriz inglesa.

## Biografía
Abigail Thaw nació en Londres del actor John Thaw y su primera esposa, Sally Alexander, una académica/activista feminista que enseñó historia moderna en Goldsmiths College. Sus padres se divorciaron en 1968. Por parte de madre tiene un medio hermano (Daniel), y por parte de padre tiene una hermanastra mayor (Melanie Jane) y una media hermana (Joanna). Su madrastra es la actriz Sheila Hancock.
Después del divorcio de sus padres en 1968, Abigail fue criada en Pimlico por su madre y el novio de su madre, Gareth Stedman Jones. Su padre también se mantuvo en contacto regular. Abigail asistió a Pimlico Comprehensive. Su madre estuvo involucrada en el bombardeo de harina del concurso Miss Mundo de 1970, cuya historia es el tema de la película Misbehavior de 2020.
Después de la escuela, pasó un año en Italia, donde sufrió un accidente automovilístico. Al regresar a Inglaterra, decidió asistir a RADA, donde conoció a su futuro esposo, el actor Nigel Whitmey.

## Carrera profesional
Abigail Thaw comenzó su carrera trabajando como representante en Cheltenham, York y Salisbury, luego actuó con RSC y Royal Exchange Theatre and Library en Manchester, Chichester, The Tricycle, The Gate, Theatre503, The Orange Tree, Battersea Arts Center, New End, The Finborough, Birmingham, Theatr Clwyd, Watford y giras extensas en Whipping It Up, Ladies in Lavender y Entertaining Angels. Interpretó a la Sra. Capuleto en Juliet and his Romeo de Tom Morris en el Bristol Old Vic, y actuó en Cymbeline con Mark Rylance en The Globe Theatre y Brooklyn Academy of Music. También pasó un año trabajando con la compañía de Mike Alfred, "Method and Madness", actuando en Private Lives, Jude the Obscure y Flesh and Blood . Fue nominada al premio a la Mejor Actriz del Off West End en 2011 por The Firewatchers at the Old Red Lion. A principios de 2015, participó en el estreno mundial de The Cutting of the Cloth de Michael Hastings.
Thaw también ha trabajado en televisión desde 1990, incluso en The Bill, Casualty, Pie in the Sky, Peak Practice, Spywatch, Big Bad World, Vanity Fair, Love Soup y Trust. En 2009 apareció en el episodio "Small Mercies" de Midsomer Murders como Annabel Johnson; y el episodio de Agatha Christie's Poirot "The Clocks". También actuó en la serie de comedia de la BBC del 2016 I Want My Wife Back.
Interpretó a la editora de un periódico en la edición especial navideña de ITV1 2011 de la precuela del Inspector Morse, Endeavour, un papel que continuó en la Serie 1 y en series posteriores.
En 2014, Thaw apareció como chamán en The Inbetweeners 2.

## Vida personal
Thaw conoció a Nigel Whitmey en RADA a mediados de la década de 1980 y se casaron en 1986. En 1997 dio a luz a una hija, Molly-Mae Whitmey, y en 2003 a su segunda hija, Talia. La familia vive en Muswell Hill, al norte de Londres. Su hija Molly tuvo un cameo como la versión más joven de su abuela Sally Alexander en el episodio "Oracle" de Endeavour (serie 7, episodio 1, transmitido el 1 de febrero de 2020).

## Filmografía

### Película
| Año  | Título                                     | Personaje     | Notas                  |
| ---- | ------------------------------------------ | ------------- | ---------------------- |
| 2000 | Trust                                      | Caroline      | película de televisión |
| 2005 | The Stepfather                             | DS Sullivan   | película de televisión |
| 2009 | Cuentos de la Cuarta Dimensión             | Aann Hathaway | Directo a video        |
| 2014 | Los intermedios 2                          | Shaman        |                        |
| 2015 | El cuidado de los fallecidos recientemente | Dr. James     | Cortometraje           |
| 2015 | pezónjesús                                 | Juliette      | Cortometraje           |
| 2017 | El centavo cayó                            | El ser        | Cortometraje           |

### Televisión
| Año     | Título                    | Personaje          | Notas                              |
| ------- | ------------------------- | ------------------ | ---------------------------------- |
| 1990    | La factura                | Berna              | Episodio: "Sufficient Evidence"    |
| 1995    | Pie in the Sky            | DS Lorna Purvis    | Episodio: "Browm Bread"            |
| 1997    | Casualty                  | Aileen O´Donnell   | Episodio: "Tall Tales"             |
| 1998    | Vanity Fair               | Jane Osborne       | Miniserie, 3 episodios             |
| 1999    | The Bill                  | Oficial Dunsmore   | Episodio: "Follow Through"         |
| 1999    | Big Bad World             | Alicia             | Episodio: "Be Nice to Posh People" |
| 2000    | Peak Practice             | Pam Lloyd          | Episodio: "For Love of the Child"  |
| 2003    | Doctors                   | Lois Campbell      | Episodio: "Points of View"         |
| 2006    | Víctima                   | Karen Whitear      | Episodio: "Heads Together"         |
| 2008    | Love Soup                 | Phillipa           | Episodio: "Dream Twister"          |
| 2009    | Asesinatos de Midsomer    | Annabel Johnson    | Episodio: "Small Mercies"          |
| 2009    | Poirot de Agatha Christie | Raquel Waterhouse  | Episodio: "Los relojes"            |
| 2011    | Doctors                   | Dra. Andrea Weller | Episodio: "Lord Letherbridge"      |
| 2012-21 | Endeavour                 | Dorothea Frasil    | Serie regular, 25 episodios        |
| 2013    | Black Mirror              | Juliet             | Episodio: "The Waldo Moment"       |
| 2016    | I Want My Wife Back       | Abbie              | Serie regular, 6 episodios         |
| 2017    | Doctors                   | Elizabeth Briscoe  | Episodio: "Field Fever"            |
| 2018    | Casualty                  | Emma Mabbitt       | Episodio: "Episodio n.º 32.36"     |
| 2020    | Confinado en casa         | Anabel Monroe      | Papel recurrente, 3 episodios      |
| 2021    | The Nevers                | Mrs. Hundley       | Episodio: "True"                   |

## Créditos teatrales
| Año  | Título                        | Personaje         | Evento                                                           | Notas |
| ---- | ----------------------------- | ----------------- | ---------------------------------------------------------------- | ----- |
| 2000 | Cimbelino                     | Argiragus         | Globo de Shakespeare, Londres                                    |       |
| 2000 | Inventándolo                  | Piedad            | Teatro de la biblioteca de Mánchester, Mánchester                |       |
| 2000 | Rough Crossing                | Natasha           | Salisbury Playhouse, Salisbury y Watford Palace Theatre, Watford |       |
| 2001 | Macbeth                       | Lady Macbeth      | Teatro de Salisbury, Salisbury                                   |       |
| 2003 | The Road to the Sea           | Harriet           | Teatro Orange Tree, Londres                                      |       |
| 2004 | The Arab-Israeli Cookbook     | Hala              | Teatro Gate, Londres                                             |       |
| 2005 | The Arab-Israeli Cookbook     |                   | Tricycle Theatre, Londres                                        |       |
| 2006 | Entertaining Angels           | Jo                | Festival de Teatro de Chichester, Chichester                     |       |
| 2007 | Whipping It Up                | Delia             | Teatro Ambassadors, gira por Londres y el Reino Unido            |       |
| 2008 | Absent Friends                | Diana             | Teatro del Palacio de Watford, Watford                           |       |
| 2009 | My Mother Said I Never Should | Margaret Bradley  | Teatro del Palacio de Watford, Watford                           |       |
| 2010 | Julieta y su Romeo            | Señorita Capuleto | Viejo Vic, Brístol                                               |       |
| 2011 | The Firewatchers              | Catalina          | El Viejo León Rojo, Londres                                      |       |
| 2011 | Sold                          | Hilario           | Theatre503, Londres                                              |       |
| 2012 | Ladies in Lavender            | Olga Danilof      | Tour Royal & Derngate, Northampton y Reino Unido                 |       |
| 2015 | The Cutting of the Cloth      | Iris              | Teatro de Southwark, Londres                                     |       |
| 2017 | Julio César                   | Trebonio          | Teatro Crucible, Sheffield                                       |       |
| 2018 | La extraña muerte de John Doe | Carter            | Teatro Hampstead, Londres                                        |       |
| 2022 | Sheila's Island               | Denise            | Teatro Yvonne Arnaud, Guildford y gira por el Reino Unido        |       |